# Naby Soumah
Pour les articles homonymes, voir Soumah.
Naby Soumah est un footballeur international guinéen né le 25 janvier 1985. Il évolue au poste de milieu de terrain offensif.

## Biographie

### En club
Naby Soumah évolue en Guinée, en Tunisie, au Ghana, en Arabie saoudite, au Maroc, et enfin au Koweït.
Il inscrit 17 buts dans le championnat de Guinée en 2005, ce qui constitue sa meilleure performance dans ce championnat.
Il remporte la Coupe de la confédération en 2008 avec l'équipe tunisienne du Club sportif sfaxien, ce qui constitue son principal titre en club.

### En équipe nationale
Naby Soumah reçoit neuf sélections en équipe de Guinée entre 2007 et 2012, inscrivant un but.
Il joue son premier match en équipe nationale le 20 novembre 2007, en amical contre l'Angola (victoire 0-3).
Il participe à deux reprises à la Coupe d'Afrique des nations avec la sélection guinéenne, en 2008 puis en 2012. Lors de l'édition 2008, il joue trois matchs. La Guinée s'incline en quart de finale face à la Côte d'Ivoire. Lors de l'édition 2012, il joue deux rencontres. Il se met en évidence en inscrivant un but lors de la large victoire contre le Botswana.
Il reçoit ses deux dernières sélection en juin 2012, contre le Zimbabwe et l'Égypte, lors des éliminatoires du mondial 2014.

## Palmarès
- Vainqueur de la Coupe de la CAF en 2008 avec le Club sportif sfaxien
- Finaliste de la Supercoupe d'Afrique en 2008 avec le Club sportif sfaxien
- Champion de Guinée en 2004 avec le Fello Star
- Vice-champion de Guinée en 2005 avec le Fello Star ; en 2009 avec l'Horoya AC
- Vainqueur de la Coupe du Maroc en 2013 avec la Difaâ El Jadida
- Vainqueur de la Coupe de Guinée en 2004 avec le Fello Star